# Mount Buninyong
Mount Buninyong är ett berg i Australien. Det ligger i regionen Ballarat North och delstaten Victoria, omkring 93 kilometer väster om delstatshuvudstaden Melbourne. Toppen på Mount Buninyong är 719 meter över havet.
Runt Mount Buninyong är det mycket glesbefolkat, med 6 invånare per kvadratkilometer.. Närmaste större samhälle är Ballarat, omkring 13 kilometer nordväst om Mount Buninyong. 
I omgivningarna runt Mount Buninyong växer i huvudsak städsegrön lövskog. Genomsnittlig årsnederbörd är 764 millimeter. Den regnigaste månaden är juni, med i genomsnitt 94 mm nederbörd, och den torraste är januari, med 26 mm nederbörd.